# Kap Suai
Das Kap Suai (portugiesisch Cabo Suai) liegt an der Südküste der Insel Timor. Es befindet sich im osttimoresischen Suco Suai Loro (Verwaltungsamt Suai, Gemeinde Cova Lima). Südwestlich liegt das Kap Tafara.